# Théorie de théories
Théories de théories est un ouvrage de Charles Dantzig paru aux Éditions Grasset en septembre 2021 puis réédité au Livre de Poche, trois ans plus tard. Il propose un ensemble de théories portant sur des thèmes choisis de manière apparemment éclectique, mais couvrant tous les aspects de la vie, littéraire, sociale, intime et politique, et rangés de manière thématique. À partir d’observation de faits, l’auteur tente d’en extraire des catégories combattant « le désordre de la vie ».

## Parution
Le livre est d'abord paru aux Éditions Grasset en septembre 2021 puis il a été réédité en format de poche (collection Livre de Poche) en novembre 2024. 

## Le livre
Le livre s’ouvre sur une « théorie des vêtements » et s’achève sur la « théorie du coucher de soleil », couvrant en quelque sorte une journée dans la vie de l’humanité. Objets, personnages, œuvres, situations, paysages, émotions, auxquels tout être humain est confronté du matin au soir, quand sa conscience sûre de tout comprendre se laisse si souvent piéger par ce qui se présente immédiatement sous ses yeux, sans penser à faire des liens.
Suivant le double sens du mot théorie, qui signifie à la fois conception générale appliquée à un domaine particulier et succession de choses (« une théorie de voitures » voulant dire une suite de voitures les unes derrière les autres), et lié en cela à sa conception particulière des listes (en particulier matérialisée dans son Encyclopédie capricieuse du tout et du rien), l’auteur en énonce sur des sujets aussi bien généraux (théorie du temps) que spécifiques (théorie de l’extinction du rimbaldisme). Charles Dantzig, qui conteste la littérature du moi (« Tout ce qui touche à Moi n’a pas à être exprimé par Je », in « théorie du moi ») propose une vision de son univers intérieur dans la mesure où elle peut apporter une explication générale. On y retrouve la même culture, aussi bien esthétique qu’historique, la singularité des points de vue et la vivacité qui caractérisent tous ses écrits et en particulier ses essais. C’est le premier livre que Charles Dantzig, non seulement ouvre par une épigraphe, mais achève par une autre citation (d’Olivier Larronde) pour laquelle il a créé le néologisme « hypographe ».

## Accueil critique
Cet ouvrage a été très favorablement reçu par la critique. Ainsi, Bernard Pivot écrit dans le Journal du Dimanche que « Dantzig est aussi impressionnant dans sa connaissance de la peinture que dans son érudition littéraire », dans le magazine Transfuge, Vincent Jaury nous dit : « Lisez Théories des théories, de Charles Dantzig, c’est l’école buissonnière », pour Olivier Mony, du mensuel Livres hebdo, le livre est « un vrai plaisir» et le média Atlantico parle « d'un foisonnement de pensées et une succession de visions, empreintes d’autant de sagesse que d’ironie ».
« Dans ces fragments d'un discours amoureux des classements et de la généralisation, on retrouve l'érudition joyeuse de Charles Dantzig, son plaisir à partager ses admirations comme son goût des formules brillantes et des jugements vachards. » écrit Raphaëlle Leyris, dans Le Monde des livres du 24 décembre 2021.
« Un feu d’artifice » écrit Étienne de Montety dans le Le Figaro littéraire du 4 novembre 2021.
« Vivre, c’est défendre une forme, écrivait Hölderlin. En nous livrant donc la forme que défend sa vie, par le truchement d’un ouvrage dont le but, au fond, est de l’ordonner, outre que nous découvrons un Dantzig intime, et peut-être parce que nous l’y découvrons, il nous donne accès à sa conception du monde. » écrit Vincent Roy, dans L'Humanité Dimanche, 2 septembre 2021.
.
« Il écrit notre temps, mais avec le raffinement, l’aisance, le style que procure la fréquentation des gens et des choses du passé. » écrit Jean-Claude Vantroyen dans Le Soir du 9 octobre 2021.

## Citations
« On revient de la guerre, mais c’est un autre qui revient. »
« Quand il est inventé par un écrivain, le néologisme permet l'accroissement du territoire de la pensée. Quand il est inventé par un politicien, un publicitaire ou un commerçant, il accroît le territoire du maquillage. »
« On ne se voit pas très bien soi-même ; de là que l'on rit assez peu de soi. »
« À trop expliquer, si tant est que l’on sache, des subtilités se perdent. La clarté n’a pas que des avantages. Certaines notions délicates ne peuvent vivre que dans l’obscurité. »
« Un orchestre symphonique, c’est la mer. Calme, montée de l’orage, tempête, éclairs, ciel bleu. »